# 公安條例 (香港)
公安條例，為《香港法例》第245章。該條例最初於1967年由英属香港立法机关香港立法局制定，把當時關於公安事態的香港及英國法律法典化。其後數十年間，條例受多次修訂，不斷放寬管制。例如90年代通過香港人權法案條例後，撤銷發牌制度。1997年，全國人大常委會把條例還原至90年代前的版本，宣佈不採納為香港特別行政區法律，並由臨時立法會增設「不反對通知書」制度。條例關於維持「公安」、管制某些組織（如半軍事組織）、管制集會、遊行（如不反對通知書等制度及對舉行過程的限制），管制地方、船隻、航空器，以及關於非法集結及暴動等事宜的法律。該條例制約公民的言論自由和集會的自由，故為香港最受爭議的法律之一。

## 歷史

### 戰後時期
香港政府於1948年訂立《公安條例》，起初該條例的範疇包括引入英國國會立法《1908年公眾集會法令》(禁止於合法公眾集會中擾亂秩序)、《1936年公安法令》(禁止成立準軍事組織)；引入新加坡《海峽殖民地刑事程序法典》的守行為程序以應付大規模動亂；以及授權政府設立禁區。律政司祁利芬曾在立法局動議法案時提及當時中國正值國共內戰，邊境屢次出事，故提出立法授權政府設立禁區。

### 六七暴動
六七暴動時，應付公安事態的法律分散在《維持治安條例》、《簡易程序治罪條例》、1948年舊《公安條例》及普通法之中。當時亦頒佈不少緊急法例，以授予香港警察權力拘捕當時的親共暴徒、平息暴亂。《1967年公安條例》為《公安條例》最重大的修訂版本。條例草案於1967年10月6日公佈，並於11月15日由立法局通過成為法律。於1970年就暴動罪作簡單修訂後，暴動罪的刑罰由原本的最高入獄兩年，大增至10年，目的是希望條例能阻嚇當時左派的暴動。1967年條例除了綜合並修訂各項先前法例，亦規定所有公眾集會須事先向警方申請牌照。

### 1970-1990年代
1971年，香港政府收緊條例，收窄合法公眾集會地點至：維多利亞公園、香港大球場、九龍公園、佐敦道英皇佐治五世公園及摩士公園，合共5處。
1980年，香港政府將條例放寬至30人以上集會及20人以上遊行方才需要申請。
1980年，公安條例修訂設立了在公眾地方集會的發牌制度。
1987年，香港政府再度將條例放寬，例如廢除假新聞罪。
1990年4月中，香港政府提出修訂公安條例，內容包括廢除規定在公眾地方使用揚聲器要向警方申請的條文，同時遊行集會不再需要向警方申請牌照，但當在公眾地方集會的人數超過50人，及遊行人數超過30人時，仍要事先知會警方。保安科表示是次修訂建議回應了社會上指公安法欠缺彈性和過於繁瑣的批評，部分人則認為草案仍不能夠滿足經常發起集會的團體的要求，專上學生聯會認為以知會的方式取代申請牌照本質上無分別。
香港政府在1991年制訂了《香港人權法案條例》，當時是英國殖民統治的最後幾年。公安條例及另外一些條例可能違反人權法案，故當局須就那些條例作出檢討。
1995年，根據《香港人權法案條例》，《公安條例》部份條文被裁定與《公民權利和政治權利國際公約》牴觸而被予以廢除，包括將30人以上遊行及50人以上集會的發牌制度更改為通知制度，組織者必須於活動前7日通知警務處。

### 臨時立法會及後續影響
中華人民共和國政府1990年在香港秘密成立機構，開始審查香港法律，並在1993年7月正式設立預委會法律小組，最終全國人大常委會因應法律小組的建議，議決1995年版本的條例違反《基本法》而不能過渡。因此，香港臨時立法會於1997年將一些被廢除的條文重新制訂，包括將遊行集會通知制度更改為「不反對通知書」制度，並於6月14日三讀通過。法律學者陳文敏批評還原法例具殖民地色彩，將一個應該有高度自治的社會推回一個高壓管治的社會，這樣只會打擊港人對前途的信心，對維持社會安定毫無禆益。。

## 定義
公安條例所規管的公眾遊行（public procession）和公眾聚集（public gathering）都建基於「公眾地方」（public place）的概念，指在公眾地方所進行的集會和遊行。

公安條例第2條定義「公眾地方」為：
公眾人士或任何一類公眾人士，不論是憑付費或其他方式，於當其時有權進入或獲准進入的地方；就任何集會而言，公眾地方包括在當其時和為該集會的目的，屬於或將會屬於公眾地方的任何地方
一個場所是否屬於「公眾地方」取決於公眾是否有權或被批准以公眾的身份進入有關場所。在 Kwok Cheuk Kin v Commissioner of Police 一案中，法庭指出，如私人場所禁止除物業所有者及其邀請的人士到訪，一般而言不會被視為「公眾地方」([27])。在 R v Lam Shing Chow 一案中，被告被控「在公眾地方打鬥」，但由於打鬥所在的私人住宅走廊並不屬於「公眾地方」，因此控罪並不成立。相反，在香港特別行政區政府訴梁超明一案，由於公眾人士獲准進入永安集團大廈3字樓香港律師會接待處的位置，因此該處屬於「公眾地方」。
戲院、馬場等公眾可以進入的場所，即使要求公眾購買門票，仍被視為「公眾地方」(見 HKSAR v Pearce [2005] 4 HKC 105 及HKSAR v Chau Fung [1998] 4 HKC 652）。
大學校園內公眾可以進入的範圍屬於公眾地方，但其他學校及大學內公眾一般不可進入的範圍則不屬於「公眾地方」。

## 外部連結
- 《公安條例》現行條文 （页面存档备份，存于）
- 1997年公安（修訂）條例草案（页面存档备份，存于）(臨時立法會)
- 「1997年社團(修訂)條例草案及1997年公安(修 訂)條例草案 會議過程正式紀錄,投票記錄.在P.108 - 116（页面存档备份，存于）(臨時立法會)